# Arnold Viiding
Arnold Viiding   (Valga, 19 de març de 1911 - Sydney, 19 d'octubre de 2006) va ser un atleta estonià, especialista en el llançament de pes, que va competir durant la dècada de 1930.
El 1936 va prendre part en els Jocs Olímpics d'Estiu de Berlín, on fou vuitè en la prova del llançament de pes del programa d'atletisme.
En el seu palmarès destaca una medalla d'or en la prova del llançament de pes al Campionat d'Europa d'atletisme de 1934, per davant de Risto Kuntsi i František Douda, i sis campionats nacionals de pes i tres de disc.
El 1940 es llicencià en dret per la Universitat de Tartu. Amb l'ocupació soviètica de 1944 va fugir d'Estònia, primer a Alemanya i el 1949 a Austràlia. Allà va dirigir una fàbrica de processament de plàstics entre el 1953 i 1979.

## Millors marques
- Llançament de disc. 47,56 metres (1934)
- Llançament de pes. 16,06 metres (1935)[4]